# جائزة نيوزيلندا الكبرى 2009
جائزة نيوزيلندا الكبرى 2009 هو سباق فورمولا 1 أقيم بتاريخ 1 مارس 2009 في نيوزيلندا.